# Sinner
Sinner és un grup alemany de heavy metal creat pel cantant i baixista Mat Sinner el 1982 (que va unir-se després a Primal Fear). L'últim àlbum va ser, Crash & Burn, publicat el 19 de setembre de 2008 per AFM Records.

## Discografia

### Àlbums d'estudi
- Wild'n'Evil (1982)
- Fast Decision (1983)
- Danger Zone (1984)
- Touch of Sin (1985)
- Comin' Out Fighting (1986)
- Dangerous Charm (1987)
- Back to the Bullet (Mat Sinner) (1990)
- No More Alibis (1992)
- Respect (1994)
- Bottom Line (1995)
- Judgement Day (1997)
- The Nature of Evil (1998)
- The End of Sanctuary (2000)
- There Will Be Execution (2004)
- Mask of Sanity (2007)
- Crash & Burn (2008)
- One Bullet Left (2011)

### Àlbums en directe
- In The Line of Fire (Live In Europe) (1996)

### Àlbums recopilatoris
- The Best of Sinner - Noise Years (1995)
- Germany Rocks - The Best of Sinner (1995)
- Treasure - The Works 93-98 (1998)
- The Second Decade - Best of (Includes three new tracks) (1999)
- Emerald - Very Best of Sinner (1999)

### Àlbums de Tribut
- A Tribute to Accept (versiona de Balls to the Wall) (2000)
- The Spirit of the Black Rose - A Tribute To Phil Lynott (versiona The Sun Goes Down) (2001)
- Emerald - A Tribute To the Wild One (covers The Sun Goes Down) (2002)